# Championnat d'Allemagne féminin de basket-ball

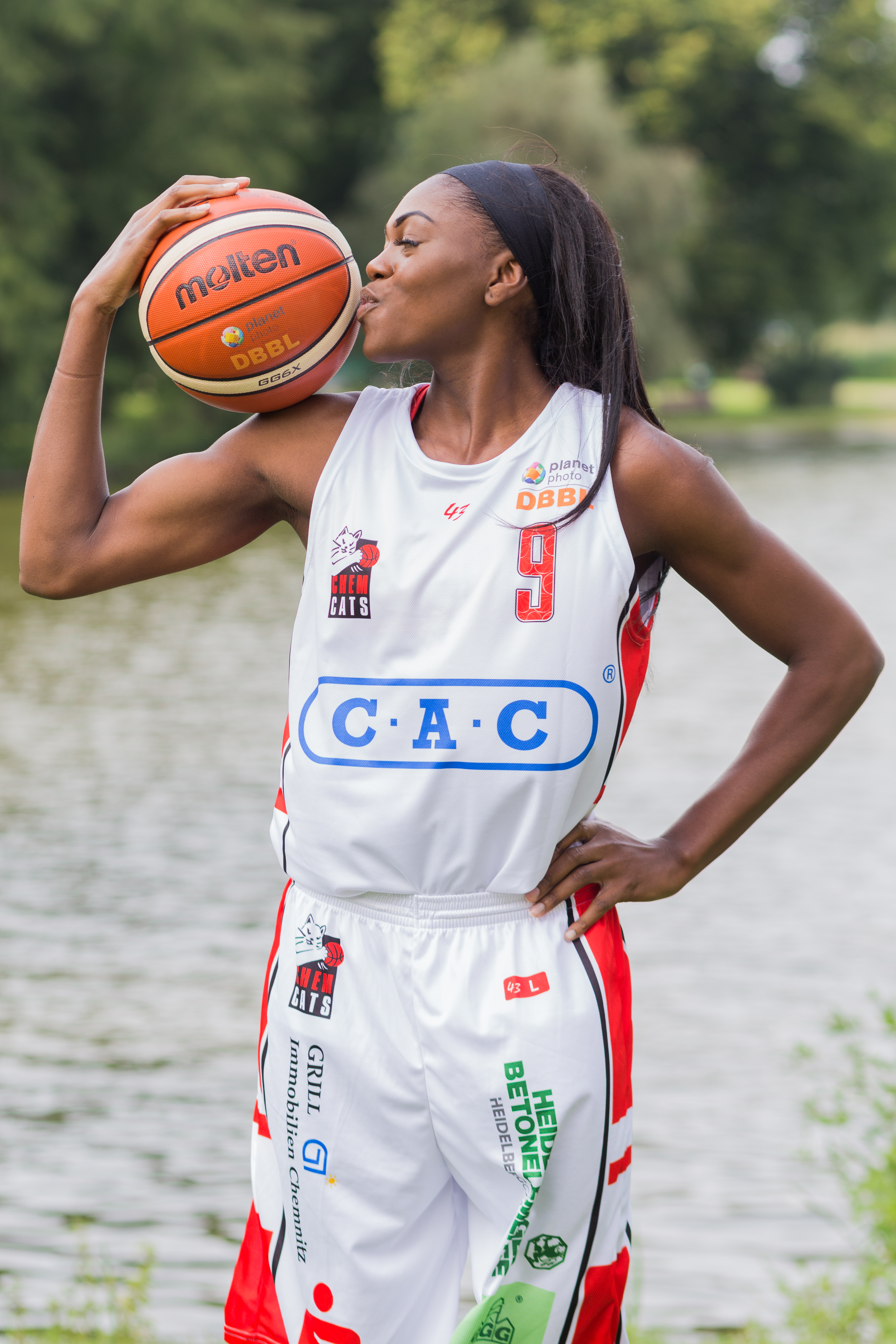
Abigail Asoro, joueuse du championnat d'Allemagne de basket-ball. Photo août 2017.

Le Championnat d'Allemagne féminin de basket-ball  est le championnat allemand de basket-ball féminin. Dans son élite, le championnat est organisé par la Ligue allemande de basket-ball féminin (Damen-Basketball-Bundesligen, DBBL) qui comprend une première division de 12 équipes (D1) et deux poules régionales de seconde division (D2 Nord et D2 Sud) de douze équipes chacune, soit un total de 36 équipes.

## Palmarès
Incluant la compétition tenue avant la fondation de la DBBL en 2001.
- 1947 : TC Jahn 1883 München
- 1948 : TC Jahn 1883 München
- 1949 : TSC Spandau 1880
- 1950 : TC Jahn 1883 München
- 1951 : TC Jahn 1883 München
- 1952 : Turnerbund Heidelberg
- 1953 : Neuköllner SF Berlin
- 1954 : TSG Heidelberg 1846
- 1955 : Heidelberger TV 1846
- 1956 : Heidelberger TV 1846
- 1957 : Heidelberger TV 1846
- 1958 : Heidelberger TV 1846
- 1959 : Heidelberger TV 1846
- 1960 : Heidelberger TV 1846
- 1961 : TV Augsburg 1847
- 1962 : TV Groß-Gerau
- 1963 : Heidelberger TV 1846
- 1964 : TV Augsburg 1847
- 1965 : ATV 1877 Düsseldorf
- 1966 : SV Schwaben Augsburg
- 1967 : ATV 1877 Düsseldorf
- 1968 : 1. SC 05 Göttingen
- 1969 : VfL Lichtenrade Berlin
- 1970 : 1. SC 05 Göttingen
- 1971 : 1. SC 05 Göttingen
- 1972 : 1. SC 05 Göttingen
- 1973 : Heidelberger SC
- 1974 : 1. SC 05 Göttingen
- 1975 : DJK Agon 08 Düsseldorf
- 1976 : Düsseldorfer BG ART/TVG
- 1977 : Düsseldorfer BG ART/TVG
- 1978 : TuS 04 Leverkusen
- 1979 : TuS 04 Leverkusen
- 1980 : DJK Agon 08 Düsseldorf
- 1981 : DJK Agon 08 Düsseldorf
- 1982 : DJK Agon 08 Düsseldorf
- 1983 : DJK Agon 08 Düsseldorf
- 1984 : DJK Agon 08 Düsseldorf
- 1985 : DJK Agon 08 Düsseldorf
- 1986 : DJK Agon 08 Düsseldorf
- 1987 : DJK Agon 08 Düsseldorf
- 1988 : Barmer TV 1846
- 1989 : DJK Agon 08 Düsseldorf
- 1990 : DJK Agon 08 Düsseldorf
- 1991 : DJK Agon 08 Düsseldorf
- 1992 : Lotus München
- 1993 : BTV Wuppertal
- 1994 : BTV Wuppertal
- 1995 : BTV Wuppertal
- 1996 : BTV Wuppertal
- 1997 : BTV Wuppertal
- 1998 : BTV Wuppertal
- 1999 : BTV Wuppertal
- 2000 : BTV Wuppertal
- 2001 : BTV Gold-Zack Wuppertal
- 2002 : BTV Gold-Zack Wuppertal
- 2003 : BC Marburg
- 2004 : TSV 1880 Wasserburg
- 2005 : TSV 1880 Wasserburg
- 2006 : TSV 1880 Wasserburg
- 2007 : TSV 1880 Wasserburg
- 2008 : TSV 1880 Wasserburg
- 2009 : TV 1872 Saarlouis
- 2010 : TV 1872 Saarlouis
- 2011 : TSV 1880 Wasserburg
- 2012 : Wolfenbüttel Wildcats
- 2013 : TSV 1880 Wasserburg
- 2014 : TSV 1880 Wasserburg
- 2015 : TSV 1880 Wasserburg
- 2016 : TSV 1880 Wasserburg
- 2017 : TSV 1880 Wasserburg
- 2018 : Rutronik Stars Keltern
- 2019 : Herner TC
- 2020 :
- 2021 : Rutronik Stars Keltern
- 2022 : Eisvögel USC Fribourg
- 2023 : Rutronik Stars Keltern